# 蜂鸟蛋糕
蜂鸟蛋糕是一种加入了香蕉和鳳梨的香料蛋糕，常见于美国南部。蛋糕通常分为两层或三层，里面有碧根果（或核桃）、香蕉泥、鳳梨。配料包括面粉、糖、盐、植物油、香蕉、菠萝、肉桂、碧根果、香草精、鸡蛋和膨松剂。通常搭配奶油芝士糖霜一起食用。

## 历史
蜂鸟蛋糕源自于牙买加岛，以牙买加的国鸟，红嘴长尾蜂鸟命名，因此也被称为医生鸟蛋糕（医生鸟是红嘴长尾蜂鸟的别名）。1968年，牙买加旅游局将蜂鸟蛋糕与其他当地食物的食谱作为媒体宣传材料寄到了美国，希望能吸引美国游客。这种蛋糕的食谱最早以美国出版物的形式出现是在1978年2月发行的《南方生活》杂志上，由LH Wiggins撰写。同年晚些时候，该蛋糕在肯塔基州博览会上赢得了“最受欢迎蛋糕奖”。
1990年，它入选了美国《南方生活》杂志最受欢迎的食谱，并在当时被认为是该杂志历史上最受欢迎的食谱。